# Lou Tresor dóu Felibrige
Lou Tresor dóu Felibrige (littéralement Le Trésor du Félibrige ; Lo Tresaur dau Felibritge en norme classique) est un dictionnaire provençal/français du XIXe siècle. Il est composé par l'écrivain de langue provençale et prix Nobel de littérature Frédéric Mistral. Loin d'être centré sur la langue provençale, il regroupe l'intégralité des langues d'oc sous l’appellation « langue provençale » alors usitée au XIXe siècle.

## Description
Même si composé en Provence, une de ses particularités est qu'il inclut tous les dialectes de l'occitan : du provençal au limousin et du gascon à l'auvergnat. Il a ainsi pour sous-titre : « Dictionnaire provençal-français embrassant les divers dialectes de la langue d'oc moderne ». Il s'inspire de bien des auteurs des différents territoires où l'on parle l'occitan et mentionne un grand nombre d'écrivains dans cette langue sur plusieurs siècles, du Moyen Âge (ex. Boecis, un des tout premiers textes en occitan rédigé à Limoges au début du XIe siècle) à ses propres contemporains.

### Géographie linguistique

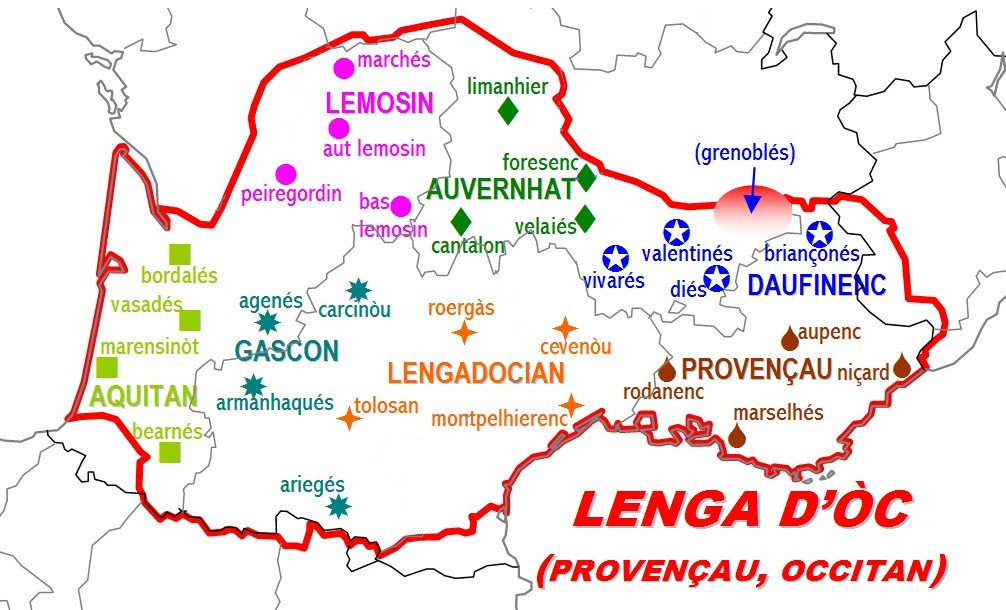
Dialectes de la langue provençale ou langue d'oc selon Frédéric Mistral dans le Trésor du Félibrige.

Ce dictionnaire mentionne pour chaque mot (écrit selon la norme mistralienne) différentes Variantes régionales ou topolectes présents dans des provinces ou régions du Midi de la France. Il donne aussi leur équivalent dans de nombreuses langues romanes. Il a depuis été rapidement retranscrit en norme classique de l'occitan (graphie classique, alibertine).
On retrouve dans lou Tresor dou Felibrige de grandes distinctions classiques, où le nom même de l’idiome (dialecte, parler) est lié à un ancienne province (souvent comté ou duché pour les plus vastes) : limousin (Limousin et Bas-Limousin), auvergnat (Auvergne), gascon (Gascogne), languedocien (Languedoc). Les noms liés à des zones linguistiques plus limitées. se réfèrent souvent à une ville, voire un diocèse ou cité, un  « petit pays » historique ou de type région naturelle.
Illustration :
- Pour le languedocien par exemple, glottonyme lié au nom de province Languedoc, sont indiqués aussi : Albigeois, Carcassonnais, Narbonnais, Périgourdin, Quercinois, Rouergat et Toulousain. Ceci en considérant territoires languedociens, ceux entre Rhône et Garonne, ou au nord de la Garonne en deçà de l’ensemble nord-occitan. En amont du confluent Garonne-Ariège, voir plus bas.
- Pour le gascon, issu du nom de province Gascogne, lui-même dérivé du duché de Vasconie du Haut Moyen Âge, sont indiqués aussi les variantes régionales : ariégeois, béarnais, bordelais, gascon, landais, pyrénéen (lequel peut inclure aranais, Val d'Aran). En Ariège, gascon et languedocien sont séparés près de la rivière Ariège : à l'est la rive droite est en Languedoc, à l'ouest le Couserans proche parle gascon[4].

### Écriture et publication

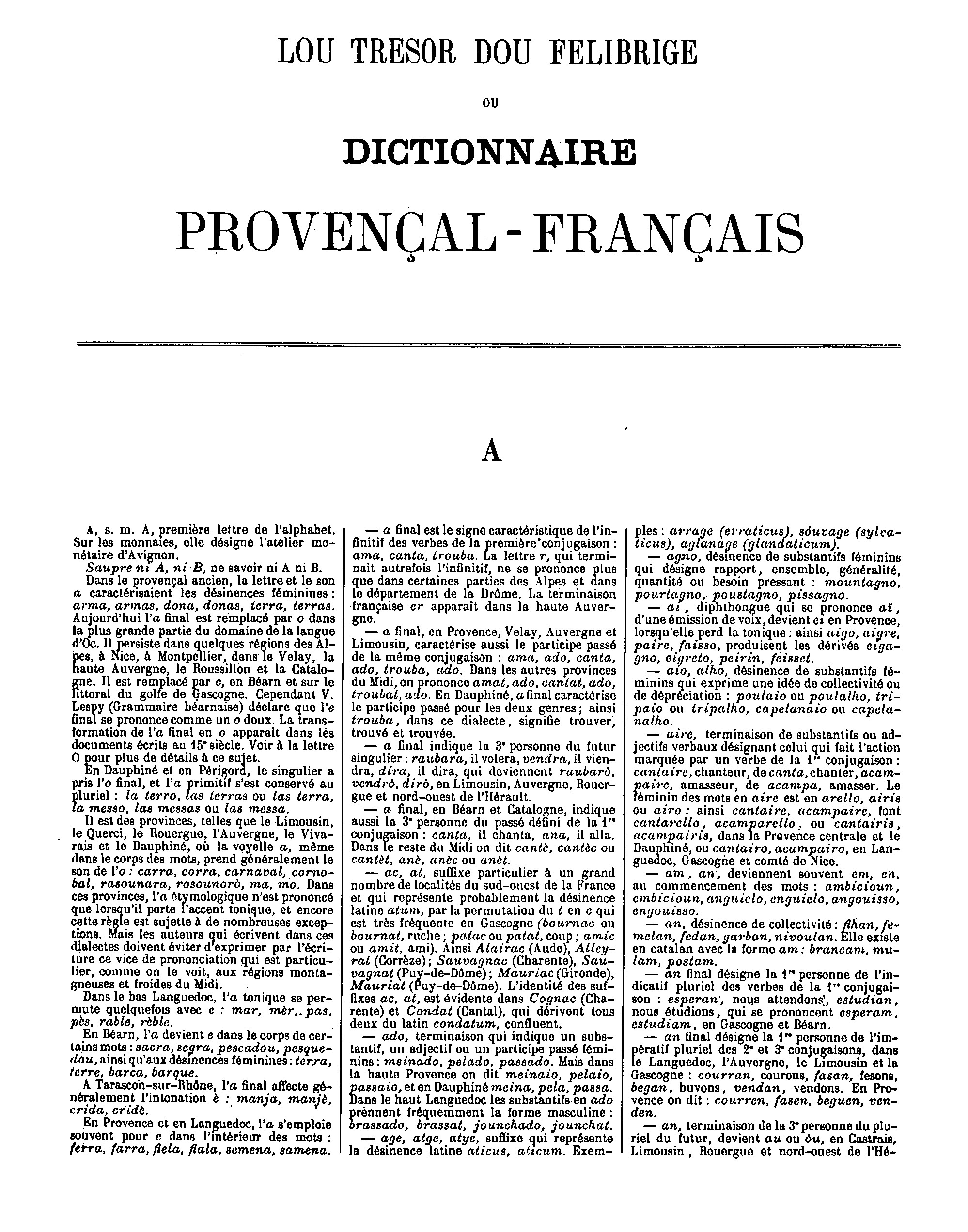
Première page de l'ouvrage.

Frédéric Mistral commence l'écriture du Trésor en 1878. François Vidal prend une large part à sa composition, mais surtout, c’est lui qui assurera la correction des épreuves. Cet immense ouvrage en deux tomes, comprenant plus de 2 370 pages, est à l'origine publié en souscription, sous la forme de brochures. Le premier fascicule sort en février 1879 et la lettre T sera terminée en mars 1886.
L'ouvrage terminé sortira, après sept années de travail, de l'imprimerie aixoise Remondet-Aubin, en août 1886.
Lors de l'inauguration, à l'occasion du centenaire de la naissance du poète en 1930 en présence de la veuve du chantre de la Provence, du monument qu'il a réalisé pour la ville de Cannes à la gloire du maître de Maillane, Victor Tuby accepte, à la demande des nombreux félibres présents, de prendre en charge la réédition du Tresor dóu Felibrige,.